# Ашеа
Ашеа (італ. Ascea, сиц. A Scìa) — муніципалітет в Італії, у регіоні Кампанія,  провінція Салерно.
Ашеа розташована на відстані близько 300 км на південний схід від Рима, 110 км на південний схід від Неаполя, 70 км на південний схід від Салерно.
Населення — 5859 осіб (2014).
Щорічний фестиваль відбувається 6 грудня. Покровитель — святий Миколай.

## Демографія
Населення за роками:

Станом на 1 січня 2023 року в муніципалітеті офіційно проживали 384 іноземці з 39 країн, серед них 185 громадян країн Євросоюзу та 36 громадян України.

## Сусідні муніципалітети
- Казаль-Веліно
- Кастельнуово-Чиленто
- Черазо
- Пішьотта
- Сан-Мауро-ла-Брука